# Verkehrsausschuss
Der Verkehrsausschuss ist ein ständiger Bundestagsausschuss.

## Aufgaben
Der Ausschuss ist federführend oder beratend an allen Gesetzentwürfen, Anträgen, Berichten und EU-Vorlagen zu verkehrspolitischen Themen beteiligt.

## Vorgängerausschüsse
In der Namensgebung des Ausschusses spiegelt sich seine Wandlung in Inhalten und Kompetenzen im Laufe der Jahre wider:
- Seit 2021: Verkehrsausschuss
- 2013–2021: Ausschuss für Verkehr und digitale Infrastruktur
- 2005–2013: Ausschuss für Verkehr, Bau und Stadtentwicklung[1]
- 1998–2005: Ausschuss für Verkehr, Bau- und Wohnungswesen
- 1980–1998: Ausschuss für Verkehr
- 1976–1980: Ausschuss für Verkehr und für das Post- und Fernmeldewesen
- 1974–1976: Ausschuss für Verkehr
- 1969–1974: Ausschuss für Verkehr und für das Post- und Fernmeldewesen (25 Mitglieder, CDU/CSU und SPD stellten je zwölf, die FDP einen Abgeordneten[2])
- 1965–1969: Verkehrsausschuss
- 1957–1965: Ausschuss für Verkehr, Post- und Fernmeldewesen
- 1949–1957: Ausschuss für Verkehrswesen

## Mitglieder

### 21. Legislaturperiode (seit 2025)
Der Verkehrsausschuss der 21. Legislaturperiode konstituierte sich am 21. Mai 2025 nach der Bundestagswahl 2025. Vorsitzender ist Tarek Al-Wazir (Bündnis 90/Die Grünen). Der Ausschuss hat 30 ordentliche Mitglieder.
| CDU/CSU | AfD | SPD                                                                                                 | Bündnis 90/Die Grünen                                                | Die Linke                                       |
| Ordentliche Mitglieder | Ordentliche Mitglieder                                                                                    | Ordentliche Mitglieder                                                                              | Ordentliche Mitglieder                                               | Ordentliche Mitglieder                          |
| --- | --- | --------------------------------------------------------------------------------------------------- | -------------------------------------------------------------------- | ----------------------------------------------- |
| Günter Baumgartner Michael Donth Jonas Geissler Alexander Jordan Daniel Kölbl Harald Orthey Christoph Ploß Henning Rehbaum Carl-Philipp Sassenrath Björn Simon O   | René Bochmann Alexis Giersch Lars Haise Stefan Henze Maximilian Kneller Wolfgang Wiehle O Ulrich von Zons | Isabel Cademartori O Martin Kröber Truels Reichardt Anja Troff-Schaffarzyk Dirk Vöpel Stefan Zierke | Tarek Al-Wazir Victoria Broßart O Matthias Gastel Swantje Michaelsen | Jorrit Bosch O Luigi Pantisano David Schliesing |
| Stellvertretende Mitglieder | | |                                                                      |                                                 |
| Leif Erik Bodin Christoph Frauenpreiß Adrian Grasse Georg Günther Volker Mayer-Lay Florian Oest Florian Oßner Sebastian Steineke Stephan Stracke Vivian Tauschwitz | Carsten Becker Hans-Jürgen Goßner Leif-Erik Holm Rainer Kraft Andreas Mayer Volker Scheurell Otto Strauß  | Dunja Kreiser Matthias Mieves Bernd Rützel Stefan Schwartze Armand Zorn offen                       | Leon Eckert Claudia Müller Nyke Slawik Julia Verlinden               | Lorenz Gösta Beutin Bodo Ramelow Anne Zerr      |

### 20. Legislaturperiode (2021–2025)
Der Verkehrsausschuss der 20. Legislaturperiode konstituierte sich nach der Bundestagswahl 2021; ebenso eine Ampelkoalition und das Kabinett Scholz unter Bundeskanzler Olaf Scholz (SPD). Der Ausschuss hatte 34 Mitglieder.
Vorsitzender war der Abgeordnete Udo Schiefner (SPD), stellvertretende Vorsitzende war Nyke Slawik (Bündnis 90/Die Grünen).
| SPD – Ordentliches Mitglied | SPD – Stellvertr. Mitglied | CDU/CSU – Ordentliches Mitglied | CDU/CSU – Stellvertr. Mitglied | Bündnis 90/Die Grünen – Ordentliches Mitglied | Bündnis 90/Die Grünen – Stellvertr. Mitglied | FDP – Ordentliches Mitglied | FDP – Stellvertr. Mitglied | AfD – Ordentliches Mitglied | AfD – Stellvertr. Mitglied | Die Linke – Ordentliches Mitglied | Die Linke – Stellvertr. Mitglied | fraktionslos – Stellvertr. Mitglied |
| --------------------------- | -------------------------- | ------------------------------- | ------------------------------ | --------------------------------------------- | -------------------------------------------- | --------------------------- | -------------------------- | --------------------------- | -------------------------- | --------------------------------- | -------------------------------- | ----------------------------------- |
| Udo Schiefner               | Johannes Arlt              | Thomas Bareiß *                 | Jens Koeppen                   | Matthias Gastel                               | Lukas Benner                                 | Valentin Abel               | Maximilian Funke-Kaiser    | René Bochmann               | Thomas Ehrhorn             | Thomas Lutze *                    | Ates Gürpinar                    | Uwe Witt Dirk Spaniel *             |
| Jürgen Berghahn             | Jasmina Hostert            | Michael Donth                   | Ulrich Lange                   | Stefan Gelbhaar **                            | Leon Eckert                                  | Michael Kruse               | Torsten Herbst             | Dirk Brandes                | Rainer Kraft               | Bernd Riexinger                   | Ina Latendorf                    |                                     |
| Isabel Cademartori          | Kaweh Mansoori             | Martina Englhardt-Kopf          | Klaus Mack                     | Susanne Menge *                               | Anja Liebert                                 | Jürgen Lenders              | Carina Konrad              | Mike Moncsek                |                            |                                   |                                  |                                     |
| Martin Kröber               | Detlef Müller              | Jonas Geissler                  | Florian Oßner                  | Swantje Henrike Michaelsen                    | Claudia Müller                               | Bernd Reuther *             | Christian Sauter           | Wolfgang Wiehle             |                            |                                   |                                  |                                     |
| Dorothee Martin *           | Ye-One Rhie                | Florian Müller                  | Patrick Schnieder              | Nyke Slawik                                   | Ingrid Nestle                                |                             |                            |                             |                            |                                   |                                  |                                     |
| Jan Plobner                 | Andreas Rimkus             | Christoph Ploß                  | Gero Storjohann                |                                               |                                              |                             |                            |                             |                            |                                   |                                  |                                     |
| Uwe Schmidt                 | Tina Rudolph               | Henning Rehbaum                 | Hermann-Josef Tebroke          |                                               |                                              |                             |                            |                             |                            |                                   |                                  |                                     |
| Christian Schreider         | Bernd Rützel               | Felix Schreiner                 | Markus Uhl                     |                                               |                                              |                             |                            |                             |                            |                                   |                                  |                                     |
| Mathias Stein               | Nils Schmid                | Björn Simon                     |                                |                                               |                                              |                             |                            |                             |                            |                                   |                                  |                                     |
| Anja Troff-Schaffarzyk      |                            |                                 |                                |                                               |                                              |                             |                            |                             |                            |                                   |                                  |                                     |

- * Obleute
- ** Sprecher

### 19. Legislaturperiode (2017–2021)
Vorsitzender war der Abgeordnete Cem Özdemir (Bündnis 90/Die Grünen). Der Ausschuss setzte sich aus 43 Mitgliedern zusammen.
| CDU/CSU – Ordentliches Mitglied | CDU/CSU – Stellvertr. Mitglied | SPD – Ordentliches Mitglied | SPD – Stellvertr. Mitglied | AfD – Ordentliches Mitglied | AfD – Stellvertr. Mitglied | FDP – Ordentliches Mitglied | FDP – Stellvertr. Mitglied | Die Linke – Ordentliches Mitglied | Die Linke – Stellvertr. Mitglied | Bündnis 90/Die Grünen – Ordentliches Mitglied | Bündnis 90/Die Grünen – Stellvertr. Mitglied |
| ------------------------------- | ------------------------------ | --------------------------- | -------------------------- | --------------------------- | -------------------------- | --------------------------- | -------------------------- | --------------------------------- | -------------------------------- | --------------------------------------------- | -------------------------------------------- |
| Manfred Behrens                 | Astrid Damerow                 | Martin Burkert              | Sören Bartol               | Matthias Büttner            | Marc Bernhard              | Torsten Herbst *            | Katja Hessel               | Jörg Cezanne                      | Anke Domscheit-Berg              | Matthias Gastel                               | Cem Özdemir                                  |
| Veronika Bellmann               | Thomas Erndl                   | Gustav Herzog               | Daniela De Ridder          | Leif-Erik Holm              | Thomas Ehrhorn             | Christian Jung              | Gero Hocker                | Sabine Leidig                     | Ralph Lenkert                    | Stefan Gelbhaar *                             | Oliver Krischer                              |
| Michael Donth                   | Jens Koeppen                   | Arno Klare                  | Sebastian Hartmann         | Frank Magnitz               | Enrico Komning             | Daniela Kluckert            | Alexander Müller           | Ingrid Remmers                    | Thomas Lutze                     | Stephan Kühn                                  | Ingrid Nestle                                |
| Karl Holmeier                   | Ulrich Lange                   | Elvan Korkmaz               | Thomas Hitschler           | Andreas Mrosek              | Rainer Kraft               | Oliver Luksic               | Christian Sauter           | Andreas Wagner *                  | Pia Zimmermann                   | Daniela Wagner                                | Markus Tressel                               |
| Thomas Jarzombek                | Patricia Lips                  | Kirsten Lühmann *           | Ulli Nissen                | Dirk Spaniel *              | Uwe Schulz                 | Bernd Reuther               | Frank Sitta                |                                   |                                  |                                               |                                              |
| Florian Oßner                   | Karsten Möring                 | Detlef Müller               | Andreas Rimkus             | Wolfgang Wiehle             | Heiko Wildberg             |                             |                            |                                   |                                  |                                               |                                              |
| Christoph Ploß                  | Carsten Müller                 | Udo Schiefner               | Bernd Rützel               |                             |                            |                             |                            |                                   |                                  |                                               |                                              |
| Eckhard Pols                    | Eckhardt Rehberg               | Uwe Schmidt                 | Nils Schmid                |                             |                            |                             |                            |                                   |                                  |                                               |                                              |
| Alois Rainer                    | Lothar Riebsamen               | Mathias Stein               | N.N.                       |                             |                            |                             |                            |                                   |                                  |                                               |                                              |
| Patrick Schnieder               | Torsten Schweiger              |                             |                            |                             |                            |                             |                            |                                   |                                  |                                               |                                              |
| Felix Schreiner                 | Stephan Stracke                |                             |                            |                             |                            |                             |                            |                                   |                                  |                                               |                                              |
| Reinhold Sendker                | Hermann-Josef Tebroke          |                             |                            |                             |                            |                             |                            |                                   |                                  |                                               |                                              |
| Björn Simon                     | Volkmar Vogel                  |                             |                            |                             |                            |                             |                            |                                   |                                  |                                               |                                              |
| Gero Storjohann                 | Kai Wegner                     |                             |                            |                             |                            |                             |                            |                                   |                                  |                                               |                                              |
| Markus Uhl                      | Kai Whittaker                  |                             |                            |                             |                            |                             |                            |                                   |                                  |                                               |                                              |

- * Obleute
- ** Sprecher

## Ausschussvorsitzende
- 1949–1953: Willy Max Rademacher (FDP)
- 1953–1957: Oskar Rümmele (CSU)
- 1957–1965: Paul Bleiß (SPD)
- 1965–1967: Hans Apel (SPD)
- 1967–1969: Hans Stefan Seifriz (SPD)
- 1969–1972: Hans Apel (SPD)[2]
- 1972–1976: Holger Börner (SPD)
- 1976–1988: Karl Heinz Lemmrich (CSU)
- 1988–1998: Dionys Jobst (CSU)
- 1998–2005: Eduard Oswald (CSU)
- 2005–2009: Klaus Lippold (CDU)
- 25. November 2009 bis 27. Mai 2011: Winfried Hermann (Bündnis 90/Die Grünen)[4]
- 8. Juni 2011 bis 2013: Anton Hofreiter (Bündnis 90/Die Grünen)[4]
- 2014–2017: Martin Burkert (SPD)
- 2018–2021: Cem Özdemir (Bündnis 90/Die Grünen)
- 2021–2025: Udo Schiefner (SPD)
- seit 2025: Tarek Al-Wazir (Grüne)[5]